# 松平義端
松平 義端（まつだいら よしまさ）は、江戸時代後期の大名。美濃国高須藩12代藩主。

## 生涯
11代藩主・松平義比（のちの尾張藩主徳川茂徳、一橋家当主徳川茂栄）の長男として誕生した。母は丹羽長富の娘。幼名は秀麿。
安政5年（1858年）8月、安政の大獄の処分により伯父の尾張藩主・徳川慶恕の隠居謹慎にともなって父・義比（改め茂徳）がその跡を継いだため、生後2か月で高須松平家の家督を継ぎ、早くも諱を義端と名付けられる。万延元年（1860年）5月18日、わずか3歳で死去した。
嗣子はなく、叔父で1歳下の義勇が跡を継いだ。

## 系譜
父母
- 徳川茂徳（父）
- 政姫 - 丹羽長富の娘（母）